# Belegering van Tsingtao
De Belegering van Tsingtao (Duits: Belagerung von Tsingtau, Japans: 青島の戦い) vond plaats in het begin van de Eerste Wereldoorlog. De door het Duitse Keizerrijk gecontroleerde haven van Tsingtao (vandaag: Qingdao) was het doel van gecombineerde Japans-Engelse strijdkrachten. Tussen 13 september en 7 november 1914 doorstond het pachtgebied de belegering, totdat de laatste infanterieaanval de Duitsers tot overgave dwong. Het was in de Eerste Wereldoorlog de enige slag in Oost-Azië. Tijdens de slag werd in september de eerste gewapende strijd ooit geregistreerd tussen een vliegtuig en schepen.

## Achtergrond

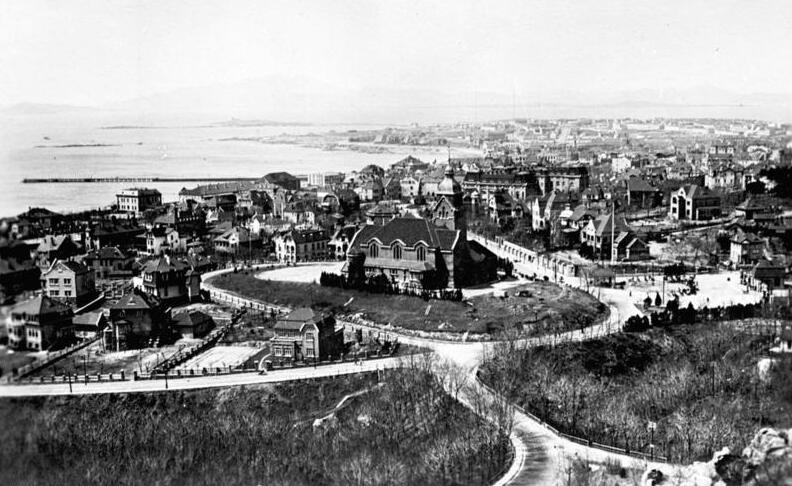
Tsingtao in 1914

Duitsland verwierf de haven door de Weltpolitik, die voor het land een "plaats onder de zon" eiste. De Duitse invloed in China kende een begin na de dood van twee missionarissen. Duitsland eiste als compensatie de controle over het omliggende gebied. Na onderhandelingen werd overeengekomen dat het Duitse Keizerrijk het gebied voor een periode van 99 jaar zou pachten, te beginnen in 1898. Hierdoor konden de Duitsers hun invloed verder uitbreiden en bouwden de stad Tsingtao, met een haven. Deze haven werd de thuisbasis van het Oost-Aziatische Squadron van de Kaiserliche Marine, die in de eerste plaats gebruikt werd als bescherming voor Duits-Samoa.
De Britten zagen zich hierdoor bedreigd en "huurden" een eigen haven: Weihaiwei, evenals in de provincie Shandong, het Russische Rijk reserveerde Port Arthur voor zich en Frankrijk controleerde Kwang-Chou-Wang. Ook Japan wou wel een kolonie op het Aziatische vasteland. Het werd alvast een handje geholpen door de Anglo-Japanse Alliantie, waardoor het Britse Rijk geen bezwaar meer maakte. Toen de Eerste Wereldoorlog uitbrak, vroeg het Britse Rijk steun aan bondgenoot Japan. Japan wou maar al te graag meedoen, want het was de kans om de Duitse koloniën in de Stille Oceaan te veroveren.
Op 15 augustus 1914 stuurde de Japanse regering een ultimatum naar Duitsland waarin het de terugtrekking van alle Duitse oorlogsschepen uit Chinese en Japanse wateren en de overgave van Tsingtao eiste. Kamio Mitsuomi, commandant van de Japanse 18e Infanterie Divisie, was belast met de voorbereidingen voor het beleg. Na het verstrijken van het ultimatum op 23 augustus verklaarde Japan de oorlog aan Duitsland en op de 27ste van die maand begon de zeeblokkade van de Duitse kolonie.

## Verloop
De Britten brachten bij Tientsin, hun eigen concessiegebied, een kleine strijdmacht van 1.500 man samen die bij de Japanse belegeraars gevoegd zou worden. Marinesteun hadden de Duitsers niet meer, vanwege het vertrek van het Oost-Aziatische Eskader onder leiding van Maximilian von Spee, waardoor de blokkade ongestoord verder kon gaan. De Japanners landden eerst in de Baai van Longkou, dat 130 km ten noorden van Tsingtao lag. Daar zetten ze een bevoorradingsbasis op. De hoofdlanding volgde enkele dagen later, op 18 september, dit keer in de buurt van de Baai van Laoshan, 25 km ten oosten van de stad. Deze militaire actie was een flagrante schending van de Chinese neutraliteit.
Door het slechte weer boekten de Anglo-Japanse landstrijdkrachten beperkte vooruitgang. Pas op 31 oktober lag de haven onder volledig beleg. De verdediging, onder leiding van gouverneur Meyer-Waldeck, beschikte over veel minder manschappen dan de belegeraars, 4.000 man waaronder Chinese koloniale troepen en Oostenrijk-Hongaarse matrozen van de SMS Kaiserin Elisabeth. Wel had hij enkele krachtige kanonnen, ingebouwd in gepantserde forten. Deze waren echter voor een aanval vanuit zee af te slaan. Hierna namen de Japanners de stad voor 10 dagen onder vuur, waarna de laatste infanterieaanval begon. Door de penibele situatie van de verdedigers en een munitietekort, gaf de gouverneur zich, samen met zijn troepen, over op 7 november. De Duitsers verloren 624 man, waaronder 224 doden. De Japanners hadden 507 doden te betreuren. De Britten verloren 12 man en 53 soldaten raakten gewond. De Duitsers die zich overgaven, konden pas in 1920 naar hun heimat terugkeren, met uitzondering van de 170 voormalige krijgsgevangen, die besloten in Japan te blijven.

## Foto's

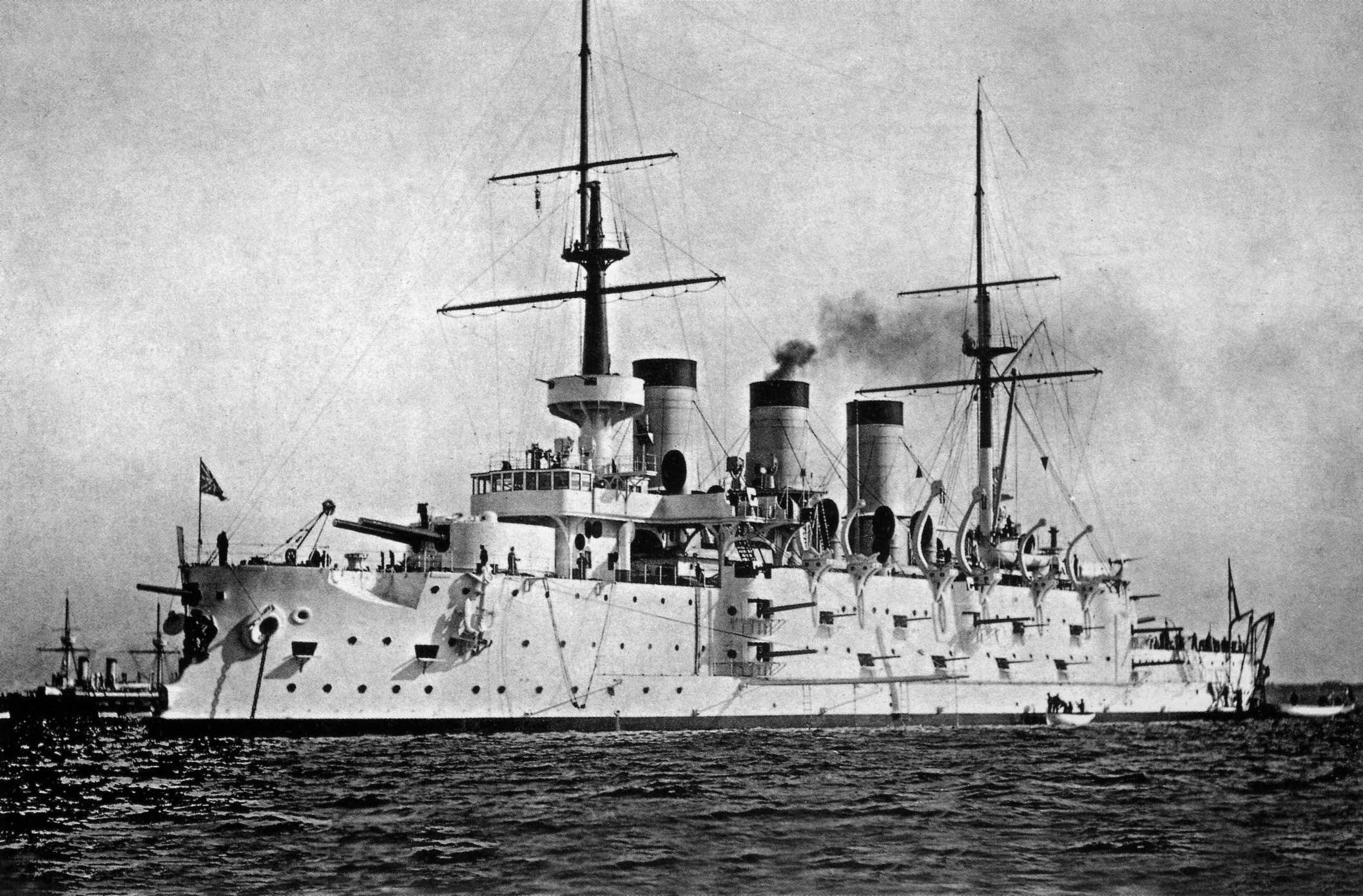
De Japanse kruiser Suwo
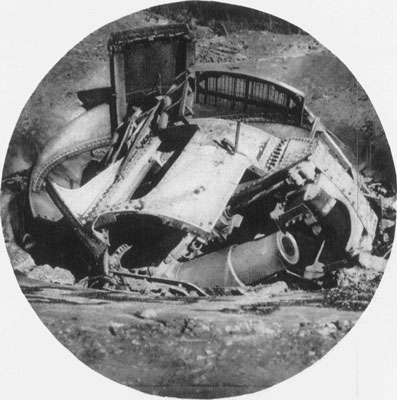
Vernietigde Duitse artillerie in de Bismarck-vesting
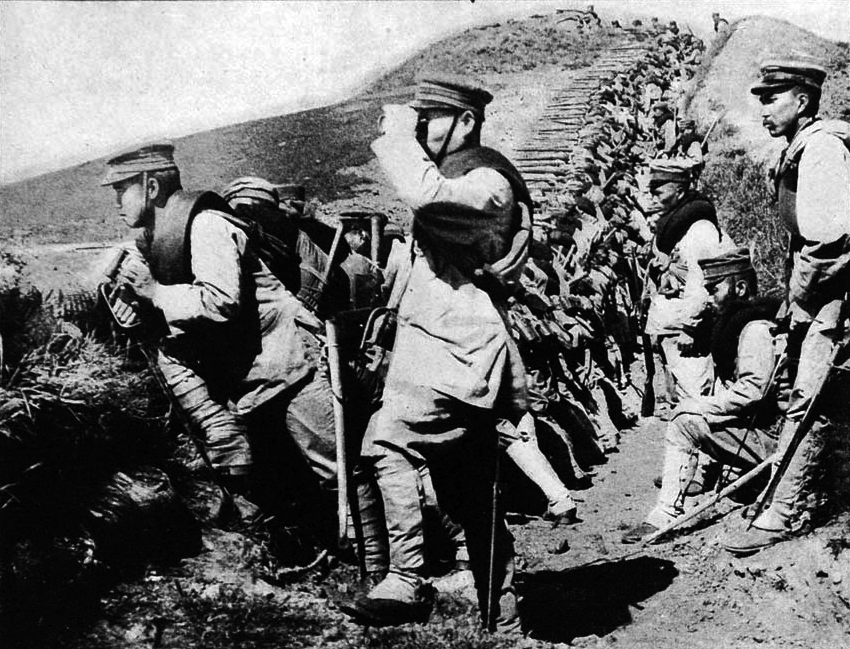
Japanse soldaten in een door de Duitsers verlaten loopgraaf
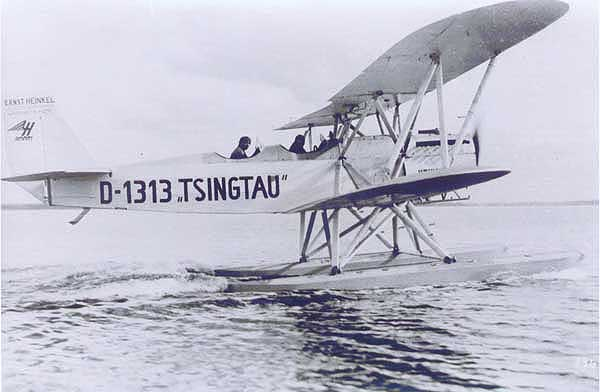
Een van de weinige Duitse vliegtuigen in de kolonie: de D-1313 TSINGTAU
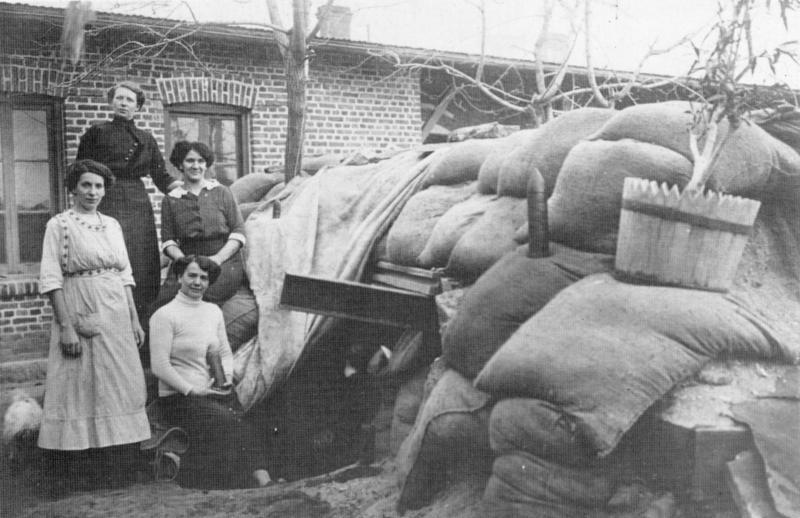
Duitse geïmproviseerde barricades
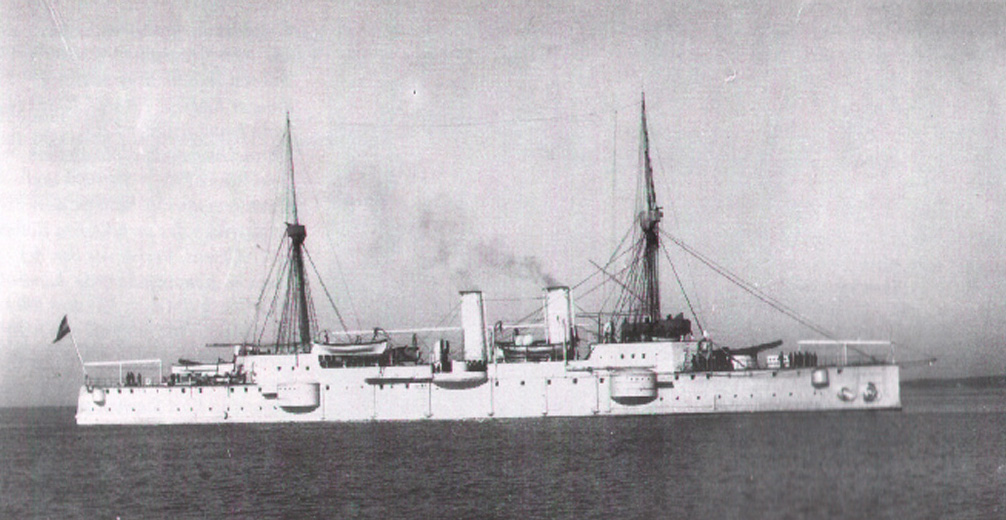
De Oostenrijk-Hongaarse kruizer SMS Kaiserin Elisabeth